# Stanley (Iowa)
Stanley és una població dels Estats Units a l'estat d'Iowa. Segons el cens del 2000 tenia 128 habitants.

## Demografia
Segons el cens del 2000, Stanley tenia 128 habitants, 42 habitatges, i 34 famílies. La densitat de població era de 205,9 habitants/km².
Dels 42 habitatges en un 47,6% hi vivien nens de menys de 18 anys, en un 73,8% hi vivien parelles casades, en un 4,8% dones solteres, i en un 19% no eren unitats familiars. En el 16,7% dels habitatges hi vivien persones soles l'11,9% de les quals corresponia a persones de 65 anys o més que vivien soles. El nombre mitjà de persones vivint en cada habitatge era de 3,05 i el nombre mitjà de persones que vivien en cada família era de 3,41.
Per edats la població es repartia de la següent manera: un 38,3% tenia menys de 18 anys, un 2,3% entre 18 i 24, un 28,9% entre 25 i 44, un 20,3% de 45 a 60 i un 10,2% 65 anys o més.
L'edat mediana era de 34 anys. Per cada 100 dones de 18 o més anys hi havia 97,5 homes.
La renda mediana per habitatge era de 30.313 $ i la renda mediana per família de 31.563 $. Els homes tenien una renda mediana de 27.917 $ mentre que les dones 11.375 $. La renda per capita de la població era de 9.631 $. Entorn del 17,1% de les famílies i el 22,4% de la població estaven per davall del llindar de pobresa.

## Poblacions més properes
El següent diagrama mostra les poblacions més properes.